# Diopsis ichneumonea
Diopsis ichneumonea is een vliegensoort uit de familie van de Diopsidae. De wetenschappelijke naam van de soort is voor het eerst geldig gepubliceerd in 1775 door Linnaeus.